# Gao Weiguang
Gao WeiGuang (chinês: 高伟光, pinyin: Gāowěiguāng) é um ator e modelo chinês, nascido em 16 de janeiro de 1983. É reconhecido por seu papel como Dong Hua nas séries Amor Eterno  e Três Vidas, Três Mundos: O Livro de Cabeceira.

## Carreira
Gao estreou como modelo depois de ganhar o segundo lugar na competição New Silk Road Model Look, em 2008. Ele fez sua estréia como ator na série da web de 2014, V Love. No mesmo ano, ele atuou no drama de fantasia A Lenda da Espada Antiga.
De 2015 a 2016, Gao ganhou maior reconhecimento desempenhando papéis coadjuvantes no drama militar Destined to Love You  e na série Os Intérpretes. Em 2017, Gao estrelou o drama xianxia de romance Amor Eterno, ganhando popularidade por seu papel como Dong Hua.
Em 2019, Gao atuou na terceira parte da série Candle in the Tomb, The Wrath of Time, como um dos três personagens centrais. Ele recebeu o prêmio de Melhor Ator (Drama de época) no Huading Awards por sua atuação.
Em 2020, Gao estrelou o drama xianxia de romance Três Vidas, Três Mundos: O Livro de Cabeceira, reprisando seu papel de Amor Eterno, como Dong Hua. 

## Filmografia

### Cinema
| Ano  | Título Ocidental            | Título Chinês | Papel        | Notas  |
| ---- | --------------------------- | ------------- | ------------ | ------ |
| 2014 | The Embalmer                | 化妆师        | Gao Jun      | [ 15 ] |
| 2016 | Heartfall Arises            | 惊天破        | Jiang Jun    | [ 16 ] |
| 2017 | Mr. Pride vs Miss Prejudice | 傲娇与偏见    | Xiao Jianjun | [ 17 ] |

### Séries de televisão
| Ano      | Título Ocidental                              | Título Chinês           | Papel                        | Rede                   | Notas                 |
| -------- | --------------------------------------------- | ----------------------- | ---------------------------- | ---------------------- | --------------------- |
| 2014     | A Lenda da Espada Antiga                      | 古剑 奇 谭              | Yin Qianshang / Feng Guangmo | Hunan TV               |                       |
| 2014     | V Love                                        | 微 时代 之 恋           | Ying Dong (Kaiser)           | Tencent                | [ 5 ]                 |
| 2015     | Destined to Love You                          | 偏偏 喜欢 你            | Du Feng                      | Hunan TV               |                       |
| 2015     | Legend of Zu Mountain                         | 蜀山 战 纪 之 剑侠 传奇 | Dan Chenzi                   | iQiyi                  | [ 18 ]                |
| 2015     | Lengend of Ban Shu                            | 班 淑 传奇              | Príncipe Zuoxian             | Tencent                |                       |
| 2016     | A escada do amor                              | 爱 的 阶梯              | Chu Yaohui                   | Tencent                | [ 19 ]                |
| 2016     | O Clássico das Montanhas e dos Mares          | 山海经 之 赤 影 传说    | Bin Yi                       | Hunan TV               | [ 20 ] [ 21 ]         |
| 2016     | Os Intérpretes                                | 亲爱 的 翻译 官         | Gao Jiaming                  | Hunan TV               | [ 9 ]                 |
| 2017     | Amor eterno                                   | 三生 三世 十里 桃花     | Dong Hua                     | Dragon TV, Zhejiang TV | [ 1 ]                 |
| 2017     | Xuan-Yuan Sword Legend: Han Cloud             | 轩辕剑 之 汉 之 云      | Reverente vestido de roxo    | Dragon TV              | [ 22 ]                |
| 2018     | Lenda de Fuyao                                | 扶摇                    | Zhan Beiye                   | Zhejiang TV            | [ 23 ]                |
| 2019     | Candle in the Tomb: The Wrath of Time         | 鬼 吹灯 之 怒 晴 湘西   | Zhe Gushao                   | Tencent                | [ 24 ]                |
| 2020     | Três Vidas, Três Mundos: O Livro de Cabeceira | 三生 三世 枕上 书       | Dong Hua                     | Tencent                | [ 2 ]                 |
| 2020     | Candle in the Tomb: The Lost Caverns          | 鬼 吹灯 之 龙 岭 迷 窟  | Zhe Gushao                   | Tencent                | Participação especial |
| 2020     | Miss S                                        | 旗袍 美 探              | Luo Qiuheng                  | Beijing TV, Tencent    | [ 26 ]                |
| 2020     | Drawing Sword 3                               | 亮剑 之 雷霆 战将       | Guo Xunkui                   | Hunan TV               | [ 27 ]                |
| 2020     | Living Toward The Sun                         | 向阳 而 生              | Lin Zhiheng                  | Hunan TV Mango TV      | [ 28 ]                |
| Sem data | Blue Lightning                                | 蓝色 闪电               |                              |                        |                       |

## Prêmios e indicações
| Ano  | Trabalho nomeado                                             | Prêmio                         | Categoria                             | Resultado | Ref.   |
| ---- | ------------------------------------------------------------ | ------------------------------ | ------------------------------------- | --------- | ------ |
| 2017 | 14th Esquire Man At His Best Awards                          | Figura transfronteiriça do ano |                                       | Venceu    | [ 29 ] |
| 2018 | 18th Chinese Campus Art Glory Festival                       |                                | Venceu                                | [ 30 ]    |        |
| 2019 | 26º Prêmio Huading                                           | Melhor Ator (Drama de Época)   | Candle in the Tomb: The Wrath of Time | Venceu    | [ 13 ] |
| 2019 | 26º Prêmio Huading                                           | Melhor Ator Coadjuvante        | Candle in the Tomb: The Wrath of Time | Indicado  | [ 31 ] |
| 2019 | Golden Bud - The Fourth Network Film And Television Festival | Melhor ator                    | Candle in the Tomb: The Wrath of Time | Indicado  | [ 32 ] |
| 2019 | Tencent Video All Star Awards                                | Ator Revelação                 | Candle in the Tomb: The Wrath of Time | Venceu    | [ 33 ] |
| 2020 | 7ª Cerimônia de Premiação de Atores da China                 | Melhor Ator (Série da Web)     | —                                     | Pendente  | [ 34 ] |
| 2020 | 29º Prêmio Huading                                           | Melhor Ator (Drama de Período) |                                       | Pendente  |        |
| 2020 | 29º Prêmio Huading                                           | Melhor Ator Coadjuvante        |                                       | Pendente  |        |